# Агудо (Сьюдад-Реаль)
Агудо (ісп. Agudo) — муніципалітет в Іспанії, у складі автономної спільноти Кастилія-Ла-Манча, у провінції Сьюдад-Реаль. Населення — 1871 особа (2010).
Муніципалітет розташований на відстані близько 190 км на південний захід від Мадрида, 80 км на захід від Сьюдад-Реаля.

## Демографія
Динаміка населення (INE ):